# Колбаєвичі

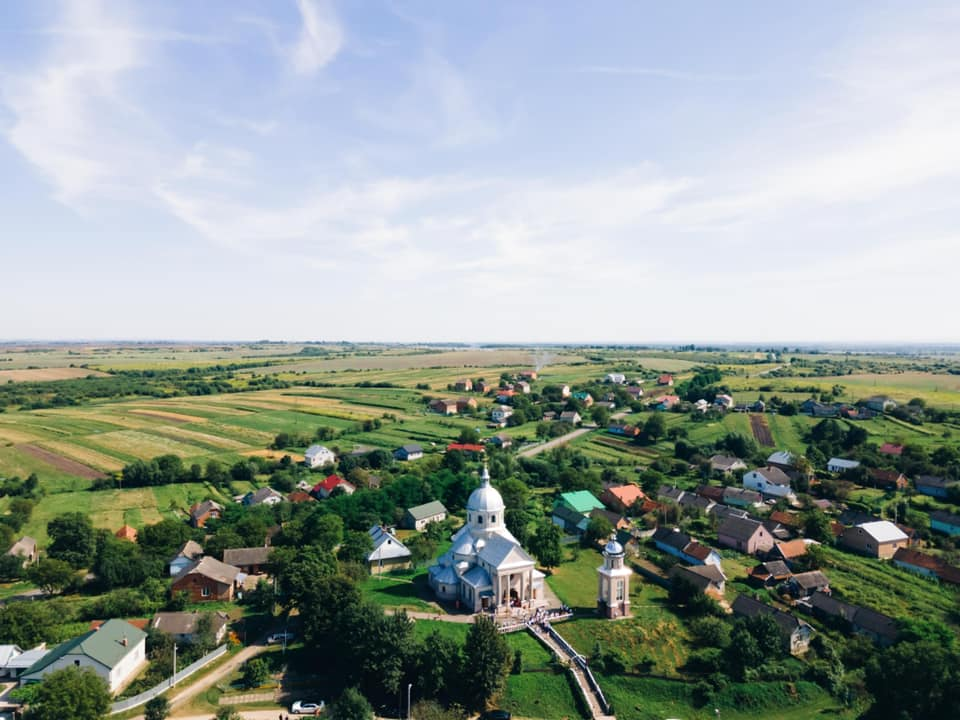
с. Колбаєвичі

Колбає́вичі — село в Україні, у Самбірському районі Львівської області. Населення становить 582 осіб. Орган місцевого самоврядування —Рудківська міська рада.

## Населення
Населення с. Колбаєвичі за Переписом населення 2024 року становило 582 особи.
Розподіл населення за рідною мовою (2024).
| українська | польська |
| ---------- | -------- |
|            |          |

## Відомі уродженці
- Цьорох Ілля Іванович (1880—1942) — композитор, хормейстер та поет, москвофіл.
- Соломія Цьорох (1894—1955) — монахиня василіянка, педагог, доктор філософії, авторка монографії «Погляд на історію і виховну діяльність монахинь василіянок».[1]
- Іоанн (Хома) (*1963) — архієрей Білоруського екзархату РПЦ з титулом «Брестський та Кобринський».
- Лев Гайдуківський (1924—2012) — український педагог, вихователь, духівник і сповідник багатьох генерацій українських  студентів у Римі.

- Олександр Тітц (1814—1856) — художник, графік. Вивчав у Львові філософію та право, одночасно вчився малювати. Художні студії поглиблював також у Франції, де декілька років був вчителем рисунку в Бордо. В 1848 р. повернувся до Львова і жив тут аж до дня смерті[2].

- Калапуз Іван Ярославович народився 22 січня 1984 р., житель с. Колбаєвичі учасник АТО та Російсько-української війни. Загинув під час виконання бойового завдання 24 травня 2022 р.[3]